# بنطوس ببري
البُنطوس الببري (بالإنجليزية: Tiger barb) تنتمي لفصيلة شبوطيات و هي سمكة زينة من فصيلة الشبوطيات موطنها الأصلى بوربيو وسومطرة وتايلند، السمكة نشيطة وذات حيوية كبيرة جدا وجميلة الألوان وتعيش أسرابًا. الببري تضع البيض طليقا والأنثى تكون سمينة أبطأ من الذكر.